# Lagrangeove točke
Lagrangeove točke ili točke libracije, stabilne su točke u problemu interakcije triju tijela (npr. Sunce, planet i neka treća masa). Općenito, problem triju (i više) tijela nije moguće analitički riješiti. Postoji 5 takvih točaka, koje je odredio Lagrange. Tri od njih su na spojnici Sunce–planet: L1 između Sunca i planeta, L2 s one strane planeta, L3 s one strane Sunca. L4 i L5 nalaze se pod kutom od 60°, gledano sa Sunca, ispred i iza planeta na njegovoj stazi. Trojanci su planetoidi ili prirodni sateliti koji dijele putanju s planetom ili nekim većim satelitom i gibaju se ispred ili iza njega pod kutom od približno 60° (Trojanci i veće tijelo nalaze se u vrhovima istostraničnoga trokuta). Njihovo je gibanje stabilno. Položaj Trojanaca odgovara Lagrangeovim točkama stabilnosti L4 i L5 u Lagrangeovu rješenju problema triju tijela. Prvi otkriveni Trojanci bili su na Jupiterovoj putanji. Oni koji kruže oko Sunca ispred Jupitera nazvani su imenima osvajača Troje, a oni iza Jupitera imenima njezinih branitelja. Prvi je otkriven Ahilej, najveći je Hektor. Vrlo su tamni, malog albeda, a ima ih više stotina tisuća s promjerom većim od 1 km. Poznato je da Mars ima tri Trojanca, Neptun osam, a 2010. otkriven je i Zemljin Trojanac (2010 TK7), promjera oko 300 m. Kruži oko Sunca u Lagrangeovoj točki ispred Zemlje. Saturn ima nekoliko trojanskih satelita: npr. putanju s Tetijom dijele njezini Trojanci Telesta i Kalipsa, a s Dionom Helena i Polideuk.

## Problem triju tijela
Problem triju tijela u nebeskoj mehanici, za razliku od problema dvaju tijela, nema opće analitičko rješenje. Restringirani (ograničeni) oblik problema razmatra gibanje triju tijela, s time da je treće tijelo točkasto i bez mase. Za treće je tijelo Joseph-Louis Lagrange našao da može neporemećeno opstati u sustavu, na položaju 5 točaka u ravnini u kojoj se sva tijela gibaju (Lagrangeove točke). Potvrda je toga postojanje planetoida Trojanaca, koji se nalaze na Jupiterovoj stazi, 60° ispred i iza Jupitera, a slično se ponašaju i neki planetni sateliti. Kako u Sunčevu sustavu ima mnogo tijela, ustanovljeno je da je staza svakoga tijela poremećena ostalim tijelima, i to tim jače što je tijelo manje mase. Zato su Keplerovi zakoni samo približni. Otkloni su maleni jedino zbog toga što su i mase svih tijela mnogo manje od Sunčeve. Nakon Isaaca Newtona, nebeska mehanika razvijala se u matematičkoj obradbi poremećaja (perturbacija), kao otklona od matematičkoga rješenja problema dvaju tijela, što zapravo znači otklon od elipse. Budući da su poremećaji mali, rabi se elipsa kojoj se parametri postupno mijenjaju; trenutačna se elipsa naziva oskulirajućom. Diferencijalne jednadžbe koje izražavaju vremenske promjene svih parametara elipse izveo je Joseph-Louis Lagrange (Lagrangeove planetarne jednadžbe); one su točne (egzaktne), ali mogu se riješiti jedino numerički, uzastopnim približenjima (sukcesivnim aproksimacijama), i to za ograničeno vremensko razdoblje.
Problem dvaju tijela, ili točnije rečeno gravitacijski problem dvaju tijela, osnova je nebeske mehanike. Primjenjuje se kod gibanja planeta oko Sunca, gibanja prirodnih satelita, te dvojnih zvijezda. Kod proučavanja Newtonovog zakona gravitacije (opći zakon gravitacije) prešutno se drži da je masa satelita zanemariva u odnosu na masu središnjeg tijela (m ≪ M). Takvo gibanje možemo razmatrati kao problem jednog tijela, a njegovo tumačenje je, svakako, najjednostavnije. Pretpostavka nije ispunjena već u sustavu Zemlje i Mjeseca. Iako Mjesec ima 81 put manju masu nego Zemlja, njegov je utjecaj na gibanje Zemlje oko Sunca mjerljiv. Problem dvaju tijela je znači proučavanje gibanja u sustavu dvaju tijela ako omjer njihovih masa nije beskonačan ili jednak nuli. Kod problema dvaju tijela točno vrijede Keplerovi zakoni.

## Poremećenje ili perturbacija
Odstupanje od gibanja po Keplerovim zakonima naziva se poremećenjem ili perturbacijom. Zbog poremećenja stalno se mijenjaju dijelovi staze nebeskog tijela. Stoga i staze planeta nemaju geometrijski oblik elipse, a kod nekih je kometa stazu uopće teško matematički i opisati. Poremećenja staza Urana, a kasnije i Neptuna, dovela su do potrage masa koja dovode do poremećenja. Tako je 1846. otkriven Neptun i 1930. Pluton.  U toku razvoja nebeske mehanike mnogo je pažnje privlačio problem triju tijela. Nisu nađena onakva rješenja kakva su izvedena za sustav dvaju tijela, ali su nađene neke pravilnosti.
Na slici je prikazano gravitacijsko polje u okolini jednog vezanog sustava s masama M1 i M2; u tom polju giba se treće tijelo s masom mnogo manjom od mase prvih dvaju tijela. Sva se tri tijela gibaju u istoj ravnini i zadržavaju jednak razmještaj samo onda ako se treće tijelo nalazi u području jedne od točaka L1, L2, L3, L4 i L5 (točke libracije ili Lagrangeove točke), uz uvjet da su i početne brzine strogo određene. Prve tri točke smještene su na pravcu koji povezuje mase M1 i M2, a točke L4 i L5 smještene su na vrhovima dvaju jednakostraničnih trokuta, kojima se zajednička baza pruža od M1 i M2. Taj se razmještaj javlja u nekih nebeskih objekata! Na primjer u Lagrangeovim točkama L4 i L5 smještena je grupa planetoida, Trojanaca, koji stazom Jupitera (M2) putuju istim prosječnim periodom koji ima i Jupiter, oko Sunca (M1). Točke L1, L2 i L3 imaju važnu ulogu u prenošenju bliskih dvojnih zvijezda. Tamo plinovi struje s jedne zvijezde na drugu, obmataju ih ili zauvijek odlaze s dvojne zvijezde. Krivulje na slici mjesta su stalnog zbroja gravitacijskog i centrifugalnog potencijala masa M1 i M2. Najmanja zajednička ploha koja obmata obje mase, a u presjeku s ravninom crtnje ima oblik osmice, zove se ploha Rochea.